# Ripky
Ripky (ukr. Ріпки) – osiedle typu miejskiego w rejonie czernihowskim, w obwodzie czernihowskim Ukrainy.
Znajduje się tu stacja kolejowa Hołubyczi, położona na linii Homel – Czernihów.

## Historia
Pierwsza wzmianka o miejscowości pochodzi z 1607 roku.
Prawa osiedla typu miejskiego posiada od 1958.
W 1989 liczyło 7440 mieszkańców.
W 2013 liczyło 7397 mieszkańców. Do 2020 siedziba władz rejonu ripkyńskiego.